# Castrop-Rauxel

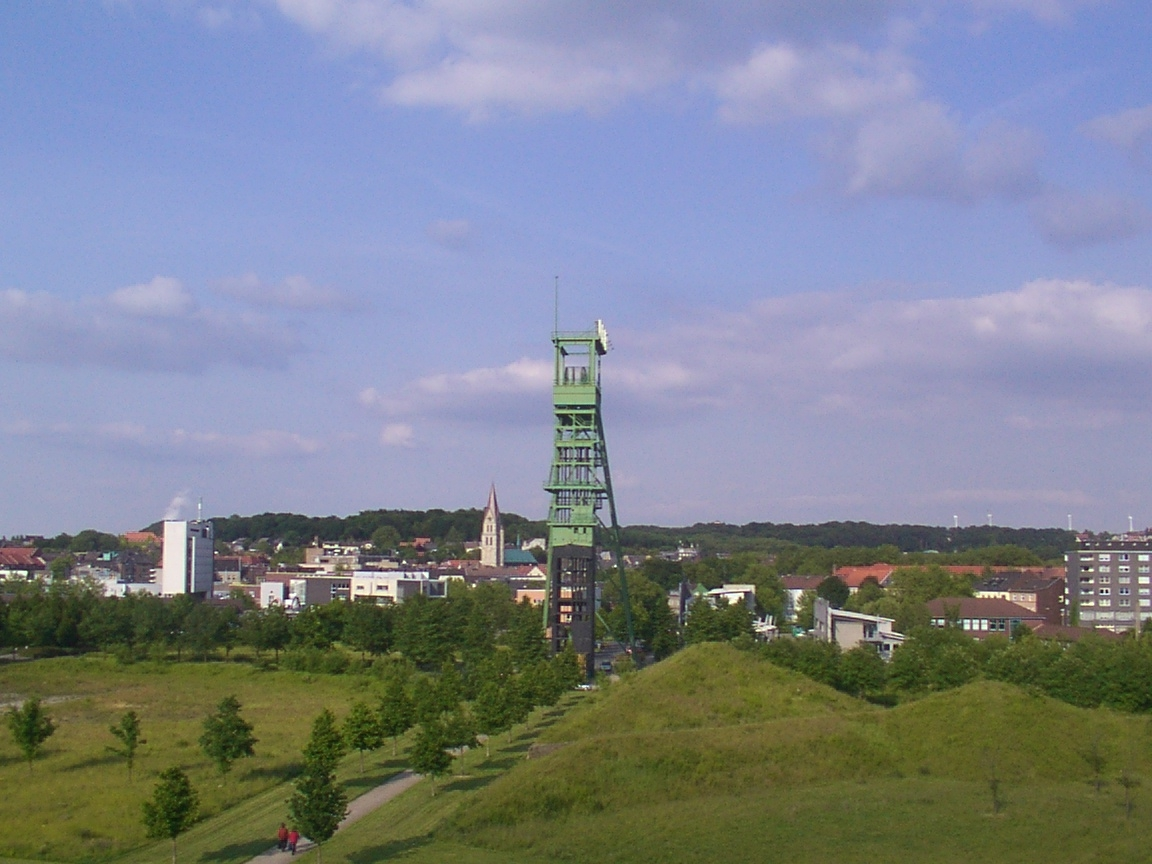
L'ancienne mine de charbon « Zeche Erin »

Castrop-Rauxel est une ville d'Allemagne, en Rhénanie-du-Nord-Westphalie, appartenant à l'arrondissement de Recklinghausen.

## Histoire
La ville est mentionnée pour la première fois en 834 sous le nom Villa Castrop.
En 1847 fut inaugurée une ligne ferroviaire entre Cologne et Minden via Dortmund avec une gare au nord du village de Castrop. Cette gare se montrait avantageuse pour le développement économique de Castrop.
La première mine de charbon de la région, la « Zeche Erin », est fondée à l'ouest de Castrop en 1869 par William Thomas Mulvany, un industriel irlandais d'Allemagne. Six autres mines furent successivement fondées dans la région. Entre 1874 et 1878 fut construite la ligne ferroviaire de Duisbourg à Dortmund via Castrop avec deux gares de plus au sud de Castrop. Vers la fin du XIXe siècle, le village de Castrop s'est rapidement développé pour devenir une ville minière. Après la fusion des municipalités de Castrop, d'Obercastrop et de Behringhausen, Castrop a reçu les privilèges et les droits d'une ville en 1902 qui comptait 13 917 habitants cette année.
Le 1er avril 1926, la ville de Castrop a fusionné avec le village de Rauxel et avec neuf autres municipalités. Ainsi la ville Castrop-Rauxel a été formée  avec une population de 53 399 en 1926.
Pendant la Seconde Guerre mondiale, la ville fut la cible de 35 bombardements, et 24 % de la ville fut détruit.
En 1961 la ville atteint une population de 87 910, le maximum de son histoire.
En 1975, Castrop-Rauxel est devenue une partie de l'arrondissement de Recklinghausen. Le village de Henrichenburg a été annexé.
Dès les années 1970, la ville souffre de la fermeture des mines de charbon. En 1984, la dernière des sept mines de charbon de Castrop-Rauxel (« Erin ») fermait. 

## Transports
Castrop-Rauxel est traversée par l'autoroute allemande 2 (Bundesautobahn 2 en allemand), qui la relie vers l'est à Berlin via Dortmund, Hanovre et Magdebourg, et vers l'ouest à  Duisbourg via  Oberhausen. De plus, Castrop-Rauxel est traversée par l'autoroute 42 Bundesautobahn 42 qui relie la ville vers l'est à Dortmund et vers l'ouest à Kamp-Lintfort.
La ville avec ses trois gares est desservie par des trains régionaux, p.e. à Düsseldorf, Essen, Dortmund et Hamm, et elle se trouve également raccordée au réseau urbain de la S-Bahn Rhin-Ruhr.
De plus, Castrop-Rauxel a quatre ports fluviaux du Canal Rhin-Herne.

## Bâtiments et sites notables
Le château Wasserschloss Bladenhorst fut construit au XVIe siècle. L'église de Saint-Lambert datant du XIIe siècle est l'église la plus importante de la ville. Le château Haus Goldschmieding du XVIe siècle sert de restaurant et d'hôtel . L'Hôtel de Ville fut construit entre 1971 et 1975. L'ancienne mine de charbon « Zeche Erin » fut transformée en un parc.

## Personnalités liées à la ville
- Electric Callboy, groupe d'electronicore
- Thorsten Hoffmann (1961-), homme politique.
- Arthur Kampf (1864-1950), peintre, y est mort chez son fils.
- Christopher Nöthe (1988-), footballeur
- Gökhan Gül (1998-), footballeur

## Jumelage
- Vincennes (France).